# Giovanni de Ciotta
Giovanni de Ciotta (24. travnja 1824., Rijeka – 6. studenog 1903., Lovran) bio je gradonačelnik Rijeke.

## Životopis
Njegov otac Lorenzo doselio se iz Livorna u Italiji te je postao imućan trgovac drvom u Rijeci. Tu se i oženio s jednom od kćeri istaknutog Riječanina prve polovice 19. st., Andrije Ljudevita Adamića, Adrijanom Marijom Adamić. Giovanni de Ciotta je bio njihov prvorođeni sin.
Nakon osnovne i srednje škole, Giovanni de Ciotta odlazi u Beč na Vojnu akademiju. Tijekom revolucionarnih 1848. i 1849. godine borio se u Italiji, a zatim i služio vojnu službu u Veroni i Veneciji. Nakon poraza austrijske vojske u bitci kod Solferina 1859. godine, napustio je vojsku te se vraća u rodni grad i započinje uspješnu političku karijeru.

## Politička usmjerenost
Dvije glavne odrednice njegovog politčkog djelovanja bile su borba za autonomiju Rijeke te preobrazba malog primorskog grada u srednjoeuropski, kozmopolitski grad.
S obzirom na to da je krajem 19. stoljeća Italija još uvijek bila znatno udaljena od Rijeke, borbu za autonomiju grada je promicao kroz čvršću povezanost Rijeke s Ugarskom. Stoga, iako je mogao nastupati i u hrvatskom Saboru, njegov važniji cilj bio je sudjelovati u ugarskom parlamentu što je i uspio 1869. godine kada je postao delegatom u ugarskom parlamentu, kao građanin Rijeke. Iste je godine postao šef “Associazione Politica Club Deak” (lokalni ogranak Mađarske liberalne stranke i kao takav prva moderna stranačka organizacija u Rijeci).

## Gradonačelnički mandat ( 1872. – 1896. godine )

### Izrada generalnog urbanističkog plana i urbanizacija Rijeke
Nakon preuzimanja dužnosti gradonačelnika 1872. kao prvu značajniju odluku donosi izradu generalnog urbanističkog plana. Plan je dovršen 1874. godine. Danas se čuva u arhivu Instituta za urbanizam. Predviđao je veliko nasipavanje obale i izgradnju gatova te izgradnju željezničkog kolodvora, a što je uglavnom i ostvareno. Međutim, planirana Guvernerova palača, nova gradska vijećnica te veliki Gradski muzej, nikada nisu ostvareni. Prema tom planu, Guvernerova se palača trebala izgraditi na prostoru današnje kapucinske crkve i Žabice pa sve do Riječkog nebodera, a izgrađena je na drugom mjestu i u znatno manjim gabaritima. Nova gradska vijećnica trebala je biti još veća od planirane Guvernerove palače i nalaziti se sve od današnje Krešimirove ulice do Pomorskog fakulteta. Između ta dva objekta planirana je izgradnja monumentalnog Gradskog muzeja. Uspjelo se izvesti park na Mlaci te novo kazalište.
Novo riječko kazalište je dovršeno 1885. godine prema projektu Fellner i Helmer iz Beča, a pod nadzorom arhitekta Giacoma Zammattia. Upravo je Zammattio bio najvažnija Ciottina pomoćna figura u arhitektonskoj preobrazbi Rijeke. Projektirao je palaču obitelji Ploech na Žabici, ulicu Dolac sa zgradama za vlasnike tvornice Torpedo Roberta Whiteheada, Venecijansku kuću, Osnovnu školu za dječake (danas Talijanska gimnazija) te Osnovnu školu za djevojčice (danas Sveučilišna biblioteka), zgradu Filodrammatice na Korzu, paviljon tržnice i zgrade na Brajdi.
Osim Zammattia, važnu ulogu u ostarivanju Ciottinih vizija imali su stručnjaci koje je okupio u tehničkom uredu grada na čelu s ing. Isidorom Vauchingom te brojni veleposjednici i industrijalci, poput engleskog industrijalca Roberta Whiteheada, austrijskog mehaničara Annibalea Ploecha, slovenskog veleposjednika Josipa Gorupa i hrvatskog tvorničara Gjure Ružića. To su bili vrlo imućni građani koji su potaknuti historicističkim idejama javnog dobra i općeg napretka preuzeli ulogu mecena stvorivši kulturnu politiku i izgled grada ulaganjem vlastitog kapitala u izgradnju hotela, stambenih zgrada, banaka, škola.
Ciotta je kao jedan od bogatijih Riječana imao značajnu umjetničku zbirku s arheološkim nalazima i slikama starih majstora, te iako nije pokazao dovoljno interesa za izgradnju planiranog velikog Gradskog muzeja ipak je 1876. godine osnovao Komisiju za muzej koja je trebala izraditi program rada muzeja. Iste godine utemeljen je Prirodoslovni muzej, a 1893. godine je otvoren i Gradski muzej, ali ne u opsegu u kojem je bio predviđen urbanističkim planom.  
U Ciottino vrijeme su bile postavljene i dvije velike umjetničke zbirke, otvorena je biblioteka, a osnovano je i najvažnije kulturno udruženje u gradu – „Književni krug“.
Tijekom vojne službe Ciotta je upoznao Johna Learda, riječanina engleskog podrijetla. U suradnji s Leardom Ciotta promovira “Piano regolatore”  sveobuhvatan plan za urbanizaciju grada; plan za moderan komercijalni grad koji se trebao postići uglavnom rušenjem većine starijih zgrada i prometnica i gradnjom novih planskih zgrada i prometnica kao što je to učinjeno u Budimpešti, Parizu i mnogim drugim gradovima u to vrijeme. Godine 1891. je dovršena “Acquedotto Ciotta” moderni kanalizacijski i vodovodni sistem.

### “Idila“
Za vrijeme Ciottinog mandata industrija se u gradu ubrzano razvija, promet u luci snažno raste, svi gospodarski subjekti vrlo uspješno posluju. Grad postaje privlačan za kapital iz cijele Europe, a s kapitalom u grad dolaze i njegovi ulagači. Razdoblje je to sveopćeg prosperiteta Rijeke, naročito period od 1875. – 1890. godine, koje se smatraju “zlatnim godinama” Ciottinog mandata, kasnije poznat kao “Idila”.
Otvorena je prva rafinerija nafte u ovom dijelu svijeta koja je do početka 20. stoljeća postala i najveća rafinerija u čitavoj Austro-Ugarskoj Monarhiji, a zadovoljavalja je 30 % njezinih potreba. 1873. godine Rijeka je željezničkim prugama preko Ljubljane i Zagreba povezana s Bečom i Budimpeštom, a od 1874. i Trstom, a što je bio preduvijet za procvat luke.  Osnovana su dionička parobrodska društva, nekoliko financijskih ustanova među kojima je najznačajnija Riječka banka osnovana 1871. godine. Samo 3 godine nakon ostavke Ciotte duž cijelog grada je vozio električni tramvaj, 11 godina prije nego što je uveden u Zagrebu. O značajnosti Rijeke u to vrijeme svjedoči i činjenica da je u gradu bilo preko 20 konzulata, te više od 20 hotela, puno više od susjedne, tada mondene, Opatije. Jedan od najprepoznatljivijih simbola grada postaje proizvod torpedo koji je godinama usavršavan te se izvozio u sve zemlje koje su težile moćnoj mornarici.
Za vrijeme gradonačelničkog mandata Ciotte, guverneri grada bili su najprije Josip Zichy, a zatim grof Geza Szapary pa grof Augustin Zichy i na posljetku od 1892. godine, grof Lajos ( Ljudevit ) Batthyany.

### Ostavka
Giovanni de Ciotta podnio je ostavku 1896. godine, kada je ugarski premijer Dezső Bánffy počeo provoditi centralističku politiku prema Rijeci, a čemu se Ciotta protivio. Rezultat takve politike ugarskog premijera bilo je osnivanje Autonomne stranke u Rijeci 1896. godine od strane istaknutog riječkog političara Michelea Maylendera i industrijalca i financijera stranke Luigia Ossoinacka te kraj vladavine liberalne stranke Mađarske u Rijeci jer je 1897. godine Maylender izabran za gradonačelnika.
Do konca života, 6. studenog 1903. godine, Ciotta je živio u svojoj vili u Lovranu.

## Zaključak
Redovito je označavan, uz Iginija Scarpu, najuspješnijim gradonačelnikom Rijeke pa je to potrebno staviti u povijesni kontekst i time ju djelomično relativizirati.
Naime, činjenica je da je u doba njegove službe Rijeka doživjela najznačajnije promjene, ekspanziju i razvoj ne samo u urbanom nego i u političkom i gospodarskom smislu. Rijeka je krajem 19. i početkom 20. stoljeća, sve do Prvog svjetskog rata bila kozmopolitski grad koji je privlačio mnoge investitore, bogate ljude, ali zbog razvoja industrije i tisuće radnika ne samo iz bližih krajeva nego iz gotovo cijele Europe. Samo u dvadeset godina, od 1880. do 1900. godine, broj stanovnika se gotovo udvostručio, s 20 981 na 38 955 stanovnika. Industrija je bilježila konstantan i znatan rast, a u gradu su izgrađene brojne znamenite građevine koje i danas čine najvažnije gradske znamenitosti. Osim hrvatskog i talijanskog na gradskim se ulicama svakodnevno govorilo mnogo jezika, mađarski, njemački, engleski, slovenski, češki, slovački, srpski, francuski, poljski, rumunjski i drugi. Rijeka je s obzirom na svoj specifičan status bila prvorazredno političko pitanje u cijeloj Austro-Ugarskoj Monarhiji.
Međutim, nije to sve bila zasluga samo gradonačelnika Giovannia de Ciotte.
Kao prvo, i prije njegovog dolaska na mjesto gradonačelnika, Rijeka je u svim spomenutim područjima već bila razvijena u tadašnjem smislu. Još sredinom 19. stoljeća riječka industrija, da je bila u sastavu Hrvatske činila bi čak 50 % cjelokupne industrije Hrvatske. Imala je 12 brodogradilišta, 5 ljevaonica željeza, tvornicu kemijskih proizvoda, tvornicu sapuna, svijeća, plina, skoro 100 mlinova za žito, parni mlin, 4 tvornice tjestenine, najveću tvornicu duhana u čitavoj Monarhiji, veliku tvornicu papira, 4 kožare, 2 tiskare, 3 užarije, a brojne pilane iz Hrvatske, na području Gorskog kotara izvozile su drvo preko riječke luke. Tako razvijena industrija i bez pomoći Ciotte sama bi generirala svoj daljnji razvoj.
Nadalje, Rijeka je imala specifičan položaj u Monarhiji kao dio ugarskih zemalja i to kao „corpus separatum“, a Ugarska je kroz dugi vremenski period, po uzoru na Austrijski Trst, pokušavala od Rijeke stvoriti ugarsku luku. Zbog toga su u grad iz Ugarske stizala znatna financijska i materijalna sredstva za razvoj grada i luke, ali i prometne infrastrukture koja je povezivala Rijeku sa zaleđem.
Spomenuti politički značaj Rijeke bio je posljedica zahtjeva Riječana za priključenjem Ugarskoj nakon stagnacije za Jelačićeve okupacije Rijeke (koja je prije bila dio austrijskog teritorija) i anektiranja Hrvatskoj (1848-1868.). Na tu činjenicu Ciotta, iako pobornik autonomije Rijeke, nije mogao niti jest značajnije utjecao, smatraju neki autorti.
Primjedba da što se tiče snažnog porasta stanovništva grada, kraj 19. stoljeća je bio period kada mnogi gradovi u Europi imaju snažan rast stanovništva zbog razvoja industrije, ne mogu umanjivatii znatne zasluge G. Ciotte. .
Na posljetku, Rijeka je uz Trst imala izrazito povoljan geografski položaj. S obzirom na to da se more kod Trsta i Rijeke najviše uvuklo u središnju Europu, bilo je logično da Austro-Ugarska monarhija, koja se tada ubrajala u najrazvijenije države svijeta, razvije svoje luke upravo na tom području.
Ciotta je uvidio sve te povoljne okolnosti i iskoristio ih za razvoj grada. Njegove najveće zasluge bile su urbanizacija Rijeke, izgradnja vodovoda, kanalizacije, škola, brojnih palača ( npr palače „Modello“ ) i zgrada, parkova, tržnice, a u grad je dovlačio kako državni tako i privatni kapital.
Za svoje je zasluge dobio odlikovanje reda Svetog Stjepana od cara Franje Josipa I., ali i odlikovanje reda Maura i Lazara od talijanskog kralja.